# Jan Lauwers (Regisseur)
Jan Lauwers (* 1957 in Antwerpen) ist ein belgischer Theaterregisseur.

## Leben
Jan Lauwers studierte Malerei an der Royal Academy of Fine Arts (KASK). 1979 gründete er das Epigonenensemble, welches sich 1981 in das Kollektiv Epigonentheater zlv umwandelte (zlv: niederländische Abkürzung von zonder leiding van/ohne die Leitung von). 1986 gründete Jan Lauwers mit der Choreografin Grace Ellen Barkey in Brüssel die Needcompany. Jan Lauwers ist Regisseur und künstlerischer Leiter der Needcompany, einem internationalen Kollektiv aus eigenwilligen Theatermachern und Performern. Jede Produktion wird in verschiedenen Sprachen aufgeführt. Die erste Inszenierung der Needcompany fand 1987 im legendären Mickery Theater, Amsterdam, statt.
Jan Lauwers gilt als Regisseur des postdramatischen Theaters. Er wurde 2012 mit dem Goldenen Ehrenzeichen für Verdienste um die Republik Österreich und 2014 im Theaterprogramm der Biennale von Venedig mit dem Goldenen Löwen für sein Lebenswerk ausgezeichnet. 2018 führte Jan Lauwers Regie bei der Oper L’incoronazione di Poppea, die bei den Salzburger Festspielen im Großen Festspielhaus gezeigt wurde.

## Schriften
- Restlessness. Mercatorfonds, Brüssel 2007, ISBN 978-90-6153-730-4.
- Sad Face / Happy Face: Drei Geschichten über das Wesen des Menschen. Fischer Taschenbuch Verlag, Berlin 2008, ISBN 978-3-596-18220-6.